# مارک فلت
مارک فلت (انگلیسی: Mark Felt; ۱۷ اوت ۱۹۱۳ – ۱۸ دسامبر ۲۰۰۸) عضو پلیس فدرال ایالات متحده آمریکا و معاون جی ادگار هوور رئیس پلیس فدرال یا به صورت مختصر FBI بود. مارک فلت در جریان افشای حقایق پرونده واترگیت که در مورد جاسوسی از یکی از مراکز مهم حزب دموکرات آمریکا توسط برخی از عوامل حزب جمهوری‌خواه بود، علی‌رغم مخالفت ریچارد نیکسون رئیس‌جمهور اسبق آمریکا و برخی دیگر از مقامات کاخ سفید و حزب جمهوریخواه نقش بسیار مهمی ایفا نمود و به‌صورت کاملاً مخفیانه اطلاعات بسیار مهمی از پرونده واترگیت را در اختیار دو روزنامه‌نگار از روزنامه واشینگتن پست قرار داد. این جریان منجر به استعفای ریچارد نیکسون از مقام ریاست جمهوری ایالات متحده آمریکا گردید. پس از استعفای نیکسون از سمت خود معاون وی جرالد فورد به مقام ریاست جمهوری ایالات متحده آمریکا رسید.